# Nurmuchammet Abdułłajew
Nurmuchammet Abdułłajew (kirg. Нурмухаммет Абдуллаев; ur. 2001) – kirgiski zapaśnik walczący w stylu klasycznym. Brązowy medalista mistrzostw Azji w 2021. Piąty w Pucharze Świata w 2022. Wicemistrz Azji U-23 2022 i 2023 roku.